# IME

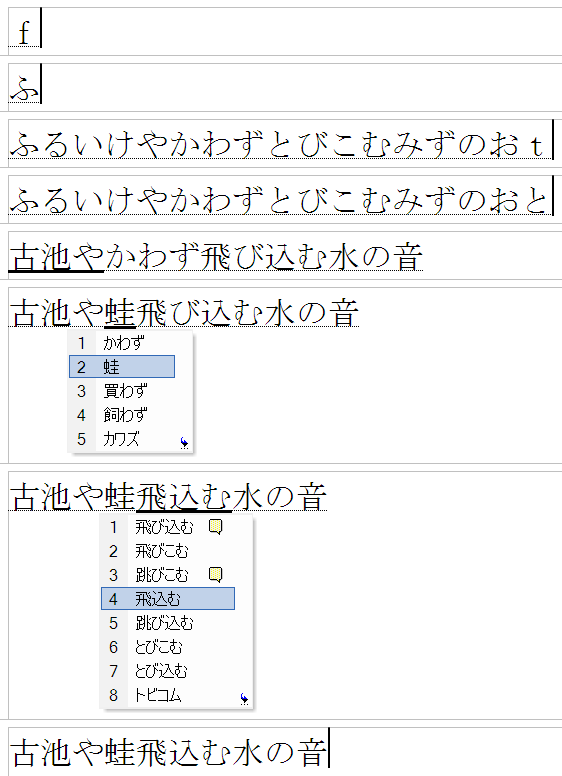
Функционирование типичного японского IME, основанного на ромадзи

Ввод текста на японском языке под GNU/Linux с использованием методов ввода SCIM и Anthy

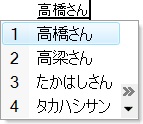
Пример ввода японских символов 高橋さん («Такахаси-сан») в Microsoft IME

IME, также Реда́ктор ме́тода вво́да, — компьютерная программа (утилита) или компонент операционной системы, предоставляющий возможность пользователям генерировать символы, отсутствующие на клавиатуре, при помощи сочетаний клавиш, электронных словарей и пользовательских настроек. Использование метода ввода обычно необходимо для языков общения, в которых количество графем больше, чем количество клавиш на клавиатуре, например, для ввода китайских или японских иероглифов.

## История термина
Несмотря на то, что термин «редактор метода ввода» изначально использовался только в Microsoft Windows, в настоящее время он применяется и в других операционных системах, особенно в ситуациях, когда важно отличить сам метод ввода, функциональность программы, обеспечивающей его и общую поддержку методов ввода операционной системы.
Термин «метод ввода» обычно означает определённый способ ввода с клавиатуры на каком-либо языке, например цанцзе, ввод с использованием пиньиня или использование «мёртвых клавиш». Термин «редактор метода ввода» же обычно означает конкретную программу, позволяющую использовать метод ввода (например, SCIM или Microsoft IME) или область ввода.
Хотя первоначально этот термин был придуман для набора на ККЯ (китайском, корейском и японском языках), сейчас он иногда используется в общем смысле для обозначения программы, поддерживающей ввод любого языка. К примеру, в X Window System средство, позволяющее вводить латинские символы с диакритическими знаками, также называется методом ввода.
В Windows XP или более поздних версиях Windows редактор метод ввода, или Input Method Editor, также называется обработчиком ввода текста (англ. Text Input Processor), который реализуется с помощью API Text Services Framework.